# 中島鋭治
中島 鋭治（なかじま えいじ、1858年11月17日〈安政5年10月12日〉 - 1925年〈大正14年〉2月17日）は、日本の土木技術者。宮城県仙台市生まれ。東京帝国大学名誉教授。工学博士、日本の近代上水道の父・近代衛生工学の父などと呼ばれる人物。駒沢給水塔（東京都世田谷区弦巻2丁目41番16号）の設計者として知られる。
明治31年以降、旧東京市技師長、内務省技師、中央衛生会委員、都市計画調査会委員をつとめる。
箱根宮ノ下御用邸への給水引き込みの設計協力を行い、また東宮御所の水道施設をはじめ日本や満州の多くの近代水道施設を手がける。

## 経歴
1858年（安政5年）10月12日 - 仙台城下支倉通り（現宮城県仙台市青葉区支倉町）に生まれる。
1870年（明治3年）、仙台藩藩校・養賢堂に入学。1874年（明治7年）、官立宮城外国語学校へ進学。
1883年（明治16年）、東京大学理学部土木工学科（現在の社会基盤学専攻）を首席卒業、同大学助教授となる。
1884年（明治17年）、京阪、大和、伊勢地方ほか地方の古代建築物調査を行う。
1887年（明治20年）、文部省の命で3年間の米欧各国に海外留学。橋梁工学と衛生工学を学ぶ。その後ドイツヘ渡り、水道工事をおさめる。さらにイギリス上下水道、欧州各国の土木工事、ローマ給水法を調査。
1890年（明治23年）、内命により留学期間繰上げ帰国。
1891年（明治24年）、内務省技師補。東京市の水道改良工事基本計画を修正。東京府技師、東京府東京市水道技師。
1896年（明治29年）、東京帝国大学土木工学教授となる。
1899年（明治32年）、工学博士の学位の授与。
1901年（明治34年）、欧米視察出張、イェール大学招聘。
1904年（明治37年）、東京市、下水道設計調査を委嘱。
1905年（明治38年）、大韓帝国の委嘱で渡韓。
1911年（明治44年）、東京市、水道拡張調査を委嘱。
1919年（大正8年）、東京府知事、隣接町村の水道計画調査を委嘱。
1920年（大正9年）、東京帝国大学土木工学講座担任。
1921年（大正10年）、大学退官、名誉教授となる。
1925年（大正14年）、土木学会会長に就任。2月17日脳溢血で急逝。

## 栄典
位階
- 1905年（明治38年）8月30日 - 正五位[2]
- 1915年（大正4年）12月10日 - 正四位[3]

勲章
- 1903年（明治36年）12月26日 - 勲六等瑞宝章[4]
- 1906年（明治39年）6月30日 - 勲五等瑞宝章[5]

## 著書

### 単著
- 『小都会ノ水道事業ヲ私立会社ニ許可スルノ途ヲ開クヘキノ議』柳下釧之助、1894年12月。全国書誌番号:41019739。
- 『東京市水道要覧抜萃』中嶋鋭治、1896年4月。全国書誌番号:40066594。
- 『欧米各市ニ於ケル市事業視察復命書』東京民友社、1902年。 NCID BA48989981。

### 共編
- 中島鋭治、広井勇、中山秀三郎、服部鹿次郎、柴田畦作、君島八郎 編『英和工学字典』丸善、1908年11月。 NCID BN09431277。全国書誌番号:40066073。
  - 中島鋭治、広井勇、中山秀三郎、服部鹿次郎、柴田畦作、君島八郎、草間偉瑳武、永山彌次郎 編『英和工学字典』（増補改訂第8版）丸善、1916年7月。 NCID BN15199781。全国書誌番号:22082797。
  - 中島鋭治、広井勇、中山秀三郎、服部鹿次郎、柴田畦作、君島八郎、草間偉瑳武、永山彌次郎 編『英和工学字典』（増補第16版）丸善、1925年6月。 NCID BA60680337。全国書誌番号:22082914。
  - 中島鋭治、広井勇、中山秀三郎、服部鹿次郎、柴田畦作、君島八郎、草間偉瑳武、永山彌次郎 編「英和工学辞典 増補改訂8版」『近代日本学術用語集成』 第2期・大正篇 第7巻（工学一般・建築・鉄道篇）（復刻版）、龍渓書舎、1990年8月。 NCID BN05657824。全国書誌番号:91003261。